# Franz von Mendelssohn (der Ältere)

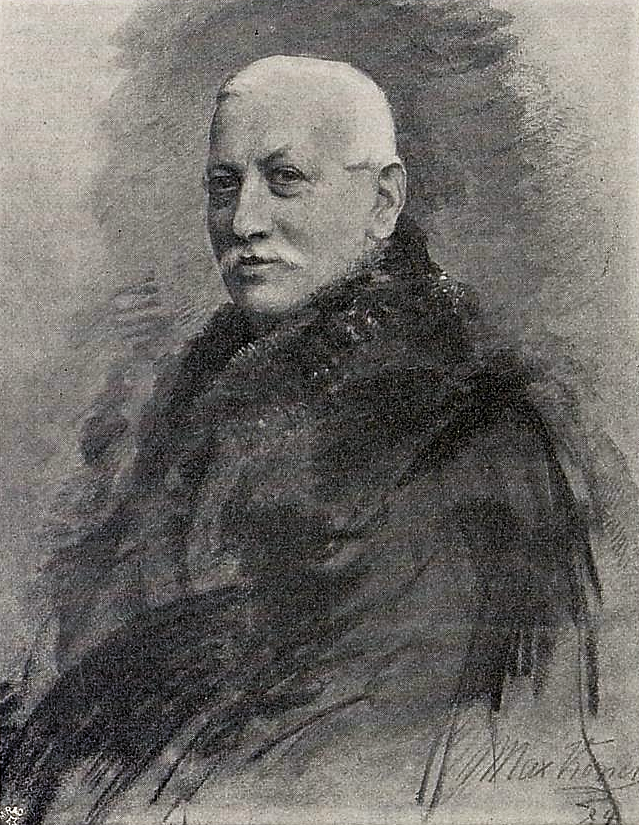
Franz von Mendelssohn, 1884 von Max Koner

Franz Mendelssohn (seit 1888 von Mendelssohn) (* 25. Januar 1829 in Berlin; † 20. Februar 1889 ebenda) war ein deutscher Bankier aus der Familie Mendelssohn.

## Leben
Er war Sohn von Alexander Mendelssohn und dessen Ehefrau Marianne, geb. Seeligmann. 1856 heiratete er Enole, geborene Biarnez, die Witwe seines verstorbenen Bruders Adolph Mendelssohn (1826–1851). Aus der Ehe gingen die Söhne Robert und Franz hervor.

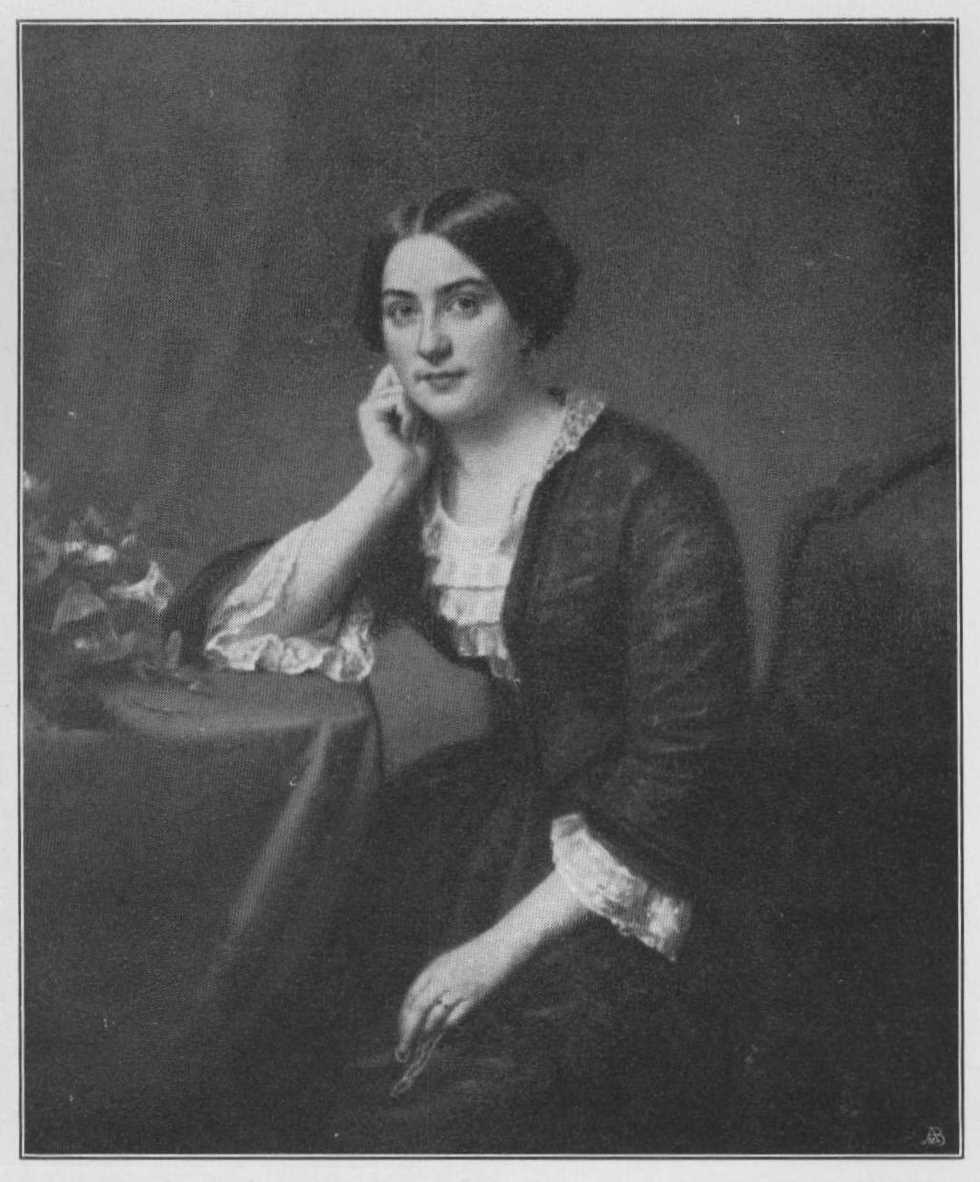
Enole von Mendelssohn, Porträt von Eduard Magnus

Seit den 1850er-Jahren leitete er als einer der Inhaber das von seinem Großvater 1795 gegründete Privatbankhaus. Von großer Bedeutung war die Finanzierung des russischen Staates. Das Bankhaus beteiligte sich an russischen Staatsanleihen und dem Bau von Eisenbahnlinien.
Mendelssohn selbst hatte Kontakt zu den Spitzen der Berliner Gesellschaft. Seit 1871 gehörte er dem Ältestenkollegium der Korporation der Berliner Kaufmannschaft an. Diese wählte ihn 1881 zu ihrem Vorsteher. Er war Mitglied in der Gesellschaft der Freunde.
Daneben war er sehr musikliebend und gehörte zum Freundeskreis von Clara Schumann.
Kaiser Friedrich III. erhob Mendelssohn 1888 in den Adelsstand, weil er bewusst einen Repräsentanten einer liberalen Familie auszeichnen wollte. Mendelssohn selbst war indes eher konservativ orientiert. Er versicherte sich daher bei Otto von Bismarck, ob dieser der Adelserhebung zustimmen würde.

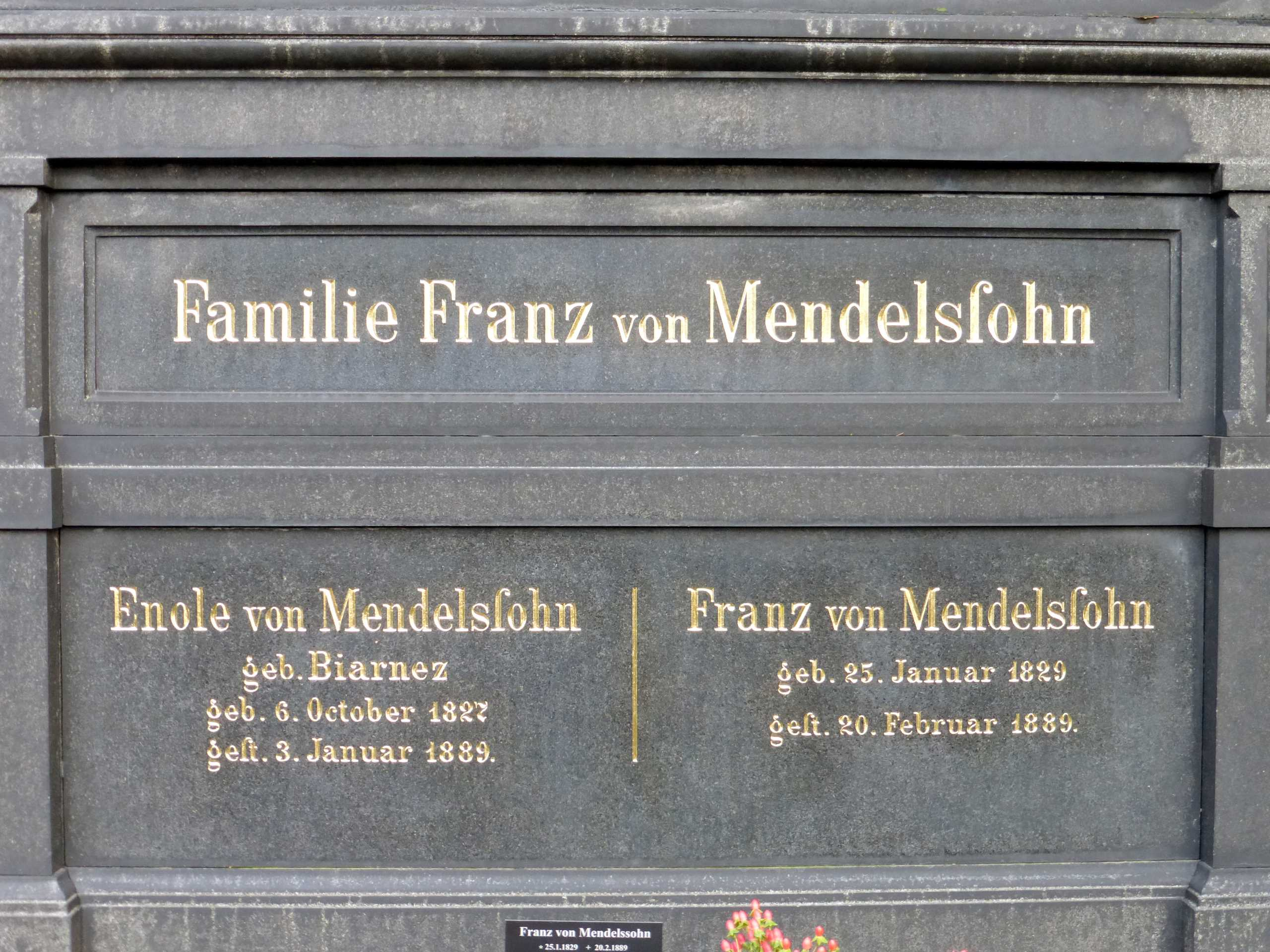
Grabstätte Franz von Mendelssohns und seiner Frau Enole

Seine letzte Ruhe fand er in einer Familiengrabstätte auf dem evangelischen Friedhof der Berliner Jerusalems- und Neuen Kirchgemeinde I, in der Abteilung 3/1.